# Ema Klinec
Ema Klinec (Kranj, 2. srpnja 1998.), slovenska skijašica skakačica. Članica je SSK Alpina Žiri. Skače na Elanovim skijama.
Njena starija sestra Barbara također je skijaška skakačica.
Debitirala je u međunarodnim natjecanjima 2010. godine. Bilo je to na FIS-ovom Damskom kupu, natjecanju za mlađe uzraste.
Na natjecanjima Kontinentalnog pokala, na kojem je debitirala 2011., triput je došla do pobjede. 2012. godine osvojila je broncu u ekipnoj konkurenciji na svjetskom prvenstvu juniorki u Erzurumu, a 2013. zlato u Libercu. Najveći joj je uspjeh pobjeda na Ljetnoj Velikoj nagradi u Courchevelu 15. kolovoza 2013.
Na Svjetskom juniorskom prvenstvu 2016. u Râșnovu osvojila je sa Slovenijom zlato u mješovitoj konkurenciji na maloj skakaonici. S njom su skakali Nika Križnar, Bor Pavlovčič i Domen Prevc. Uspjeh je ponovila na svjetskom juniorskom prvenstvu sljedeće godine u Park Cityju, a s njom su skakali Nika Križnar, Tilen Bartol i Žiga Jelar.

## Vanjske poveznice
- Ema Klinec na stranicama Međunarodne skijaške federacije